# Hyphessobrycon tukunai
Hyphessobrycon tukunai är en fiskart som beskrevs av Géry, 1965. Hyphessobrycon tukunai ingår i släktet Hyphessobrycon och familjen Characidae. Inga underarter finns listade i Catalogue of Life.